# Het Damrak te Amsterdam (Breitner)
Het Damrak te Amsterdam is een olieverfschilderij van de Nederlandse kunstschilder George Hendrik Breitner, geschilderd in 1903. Het toont het Damrak bezien naar de oostzijde en geldt als een exemplarisch werk van het Amsterdams impressionisme. Het doek bevindt zich in de collectie van het Rijksmuseum Amsterdam.

## Context
In de jaren 1890 maakte Breitner vooral naam als schilder van het moderne drukke stadsleven van Amsterdam, uitgewerkt in dynamische werken vol licht en kleur, in welke hij, in de woorden van schrijver Gerard Brom, "ons het dagelijks geziene met ongeziene waarachtigheid tegen ons hoofd smijt". Na de eeuwwisseling schakelde hij echter over op meer verstilde taferelen, met een gedempt koloriet. Kunsthistoricus Bram Hammacher schreef: "ook hij ontkwam niet aan de verstilling, aan het zoeken naar meer vormvastheid. <...> Hij nadert dan de zeventiende-eeuwse rust en het verzonken zijn van de kleur der dingen en een stilte van licht en vormen. Zo zijn de doeken geworden van bouwvlotten in de sneeuw, de teertuinen, de besneeuwde Lauriergracht, de Brouwersgracht. Maar ook deze stillere werken blijven van een mannelijke grootsheid, waarin de tederheid slechts verzwegen woont". Het Damrak te Amsterdam is hiervan een typerend voorbeeld.

## Foto als uitgangspunt

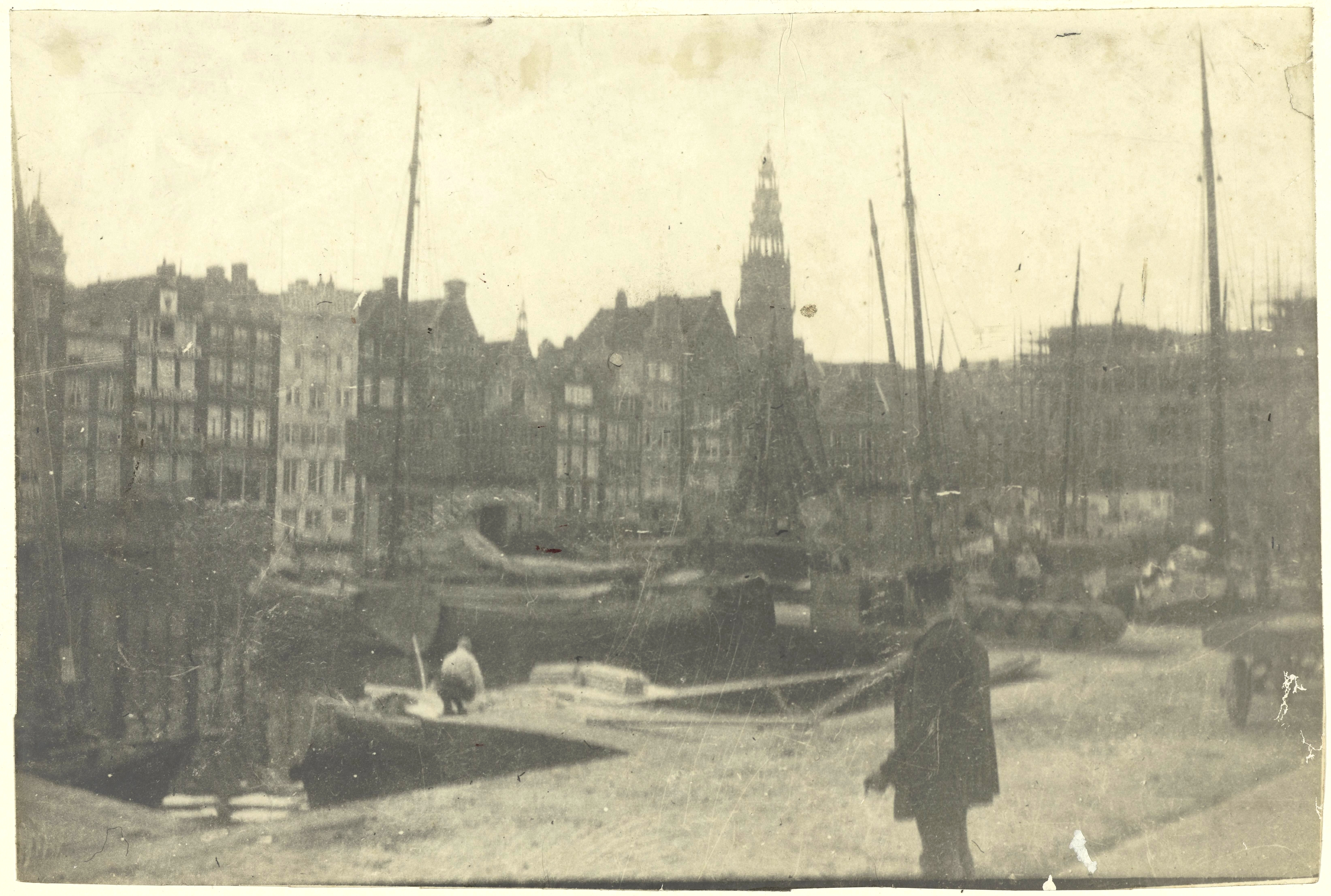
Schepen aan het Damrak, foto Breitner.

Breitner was behalve kunstschilder ook fotograaf en nam zijn eigen foto's vaak als uitgangspunt voor zijn schilderwerken. Ook Het Damrak te Amsterdam is uitgewerkt op basis van een door hem gemaakte foto, waarbij opvallend is dat hij hier een onscherpe nitraatopname genruikte, waar hij in die tijd reeds beschikte over geavanceerd cameramateriaal waarmee scherpe en meer gedetailleerde opnames konden worden gemaakt. Klaarblijkelijk ging het hem vooral om de compositie. Voor de details gebruikte hij vaak ter plekke gemaakte schetsen, bijvoorbeeld voor het lichte pand van de firma Smits & Co, later een koffiehuis.
Bij het kopiëren van de foto maakte Breitner doorgaans gebruik van transparant papier, waarop hij de contouren van de voorstelling overtrok om ze vervolgens op doek over te zetten met behulp van kwadratuurlijnen. De typische kenmerken van de fotografiekunst, zoals het idee van de momentopname, het afsnijden van het beeld aan de randen, zijn dan ook onmiskenbaar terug te zien in zijn schildercomposities.

## Afbeelding
Het Damrak te Amsterdam is, zoals veel van Breitners werken, geschilderd op groot formaat. Dat paste bij zijn gepassioneerde impressionistische schilderstijl: in grote gebaren en met brede kwaststreken zette hij zijn compositie op, binnen de contourlijnen als overgebracht van de foto.
Het Damrak, sinds de realisatie van het Centraal Station een binnenhaven, wordt hier gezien vanuit Hotel Victoria, aan de westzijde, hetgeen in de nabijheid was van zijn atelier op het Prinseneiland. Op monumentale wijze verbeeldt hij de achterzijde van de pakhuizen van de Warmoesstraat, de vrachtschepen onder zeil, de toren van de Oude Kerk, alles weergegeven tegen een imposante grijze Hollandse lucht.
De foto die als uitgangspunt diende voor het werk is duidelijk herkenbaar maar wordt door Breitner niet volledig gevolgd. Het gedeelte tot en met de Oude Kerk is conform de afdruk, maar opvallend is dat hij de toen in steigers staande beursgebouw heeft vervangen door een gefantaseerde gevelrij. Het gebouwtje met als opschrift Piano’s Orgels is naar rechts verplaatst, terwijl de korte aanlegsteiger op de voorgrond is verdwenen. Als vrolijk en kleurrijk accent voegde hij een paar aan de wal spelende kinderen toe, op de plaats waar de foto een mannenfiguur toont.

## Waardering, historie
Breitner kreeg in zijn tijd veel kritiek op zijn gebruik van foto's. Hij zou vooral natekenen, niet scheppen. In een brief aan kunsthandelaar Van Wisselingh gooide hij deze aantijging echter verre van zich af en erkende ruiterlijk dat hij dit deed: "Ik gebruik wel degelijk foto's. Het is niet mogelijk dergelijke dingen te maken zonder hulp van foto's. Hoe wil je anders dat ik een Amsterdamse straat maak? Ik maak krabbeltjes in mijn schetsboek, als het kan een studie uit een raam en een schets voor de details, maar keus van de compositie is toch van mij".
Het Damrak te Amsterdam werd aanvankelijk bij kunsthandel E.J. Van Wisselingh voor een bedrag van 6500 gulden verworven door mr. Taco Henny. In 1920 werd het door Andries van Wezel gekocht voor 17.500 gulden, opnieuw bij Van Wisselingh, die het alleenrecht had op de verkoop van Breitners werken. In 1922 ging het werk uit Wezels legaat over naar het Rijksmuseum, waar het nog steeds te zien is.